# Pero loca
Pero loca là một loài bướm đêm trong họ Geometridae.